# Oaklyn
Oaklyn est un borough situé dans le comté de Camden, dans l'État américain du New Jersey.

## Histoire
Avant l'installation des Européens, l'endroit était une forêt dense sur le territoire des Lenapes. 